# Туми, Реджис
Реджис Туми (англ. Regis Toomey; 13 августа 1898[…], Питтсбург, Пенсильвания — 12 октября 1991[…], Вудленд-Хиллз, Калифорния) — американский актёр, который сыграл более 200 ролей в кино в 1930—1970-е годы и на телевидении в 1950—1970-е годы.
Туми начал свою карьеру в начале 1930-х годов как исполнитель главных ролей, но с середины 1930-х годов перешёл на роли второго плана, играя преимущественно в жанровых лентах. К числу наиболее памятных картин с участием Туми относятся фильмы нуар «Джимены» (1935), «Леди-призрак» (1944), «Заворожённый» (1945), «Большой сон» (1946), «Грязная сделка» (1948) и «Крик об опасности» (1951), вестерны «Юнион Пасифик» (1939), «Они умерли на своих постах» (1941) и «Шериф Уорлока» (1959), комедии «Его девушка Пятница» (1940), «Знакомьтесь, Джон Доу» (1941), «Теперь ты в армии» (1941), «Дьявол и мисс Джонс» (1941), «Жена епископа» (1947) и «Парни и куколки» (1955).
В период работы на телевидении в 1950—1960-е годы Туми регулярно играл в таких сериалах, как «Шоу Микки Руни» (1954—1955), «Ричард Даймонд, частный детектив» (1957—1958), «Правосудие Бёрка» (1963—1965) и «Станция Юбочкино» (1968—1969).

## Биография
Реджис Туми родился 13 августа 1898 года в Питтсбурге, штат Пенсильвания, в семье ирландского происхождения, он был одним из четырёх детей в семье фабричного рабочего. Туми вырос и окончил среднюю школу в Питтсбурге, где ещё в раннем возрасте стал проявлять интерес к театру. Планируя сделать карьеру юриста, он поступил на учёбу в Университет Питтсбурга, где серьёзно увлёкся драматическим искусством и стал играть в любительских спектаклях.
После окончания Университета Туми не смог найти постоянную актёрскую работу, и ему пришлось поступить на работу в отдел продаж сталелитейной компании. Свой заработок Туми использовал для финансирования собственной учёбы на вечерних драматических курсах Технологического института Карнеги. В 1924 году после двух лет обучения в Институте Карнеги Туми решил попробовать счастья в Нью-Йорке, и уже через четыре дня после приезда получил роль дублёра в мюзикле «Розмари».
Вскоре Туми начал работать в антрепризах и репертуарных театрах, где стал утверждаться как исполнитель мюзиклов. В 1925 году Туми получил приглашение в Лондон сыграть главную юношескую роль в мюзикле «Маленький Нелли Келли», а по возвращении в США уже не имел проблем с ролями в Лос-Анджелесе и Сан-Франциско. На игру Туми в мюзикле «Подъём!» обратил внимание продюсер и режиссёр Роланд Уэст, который пригласил его в свой первый фильм «Алиби» (1929).

### Карьера в кино

#### Работы в фильмах 1929—1939 годов

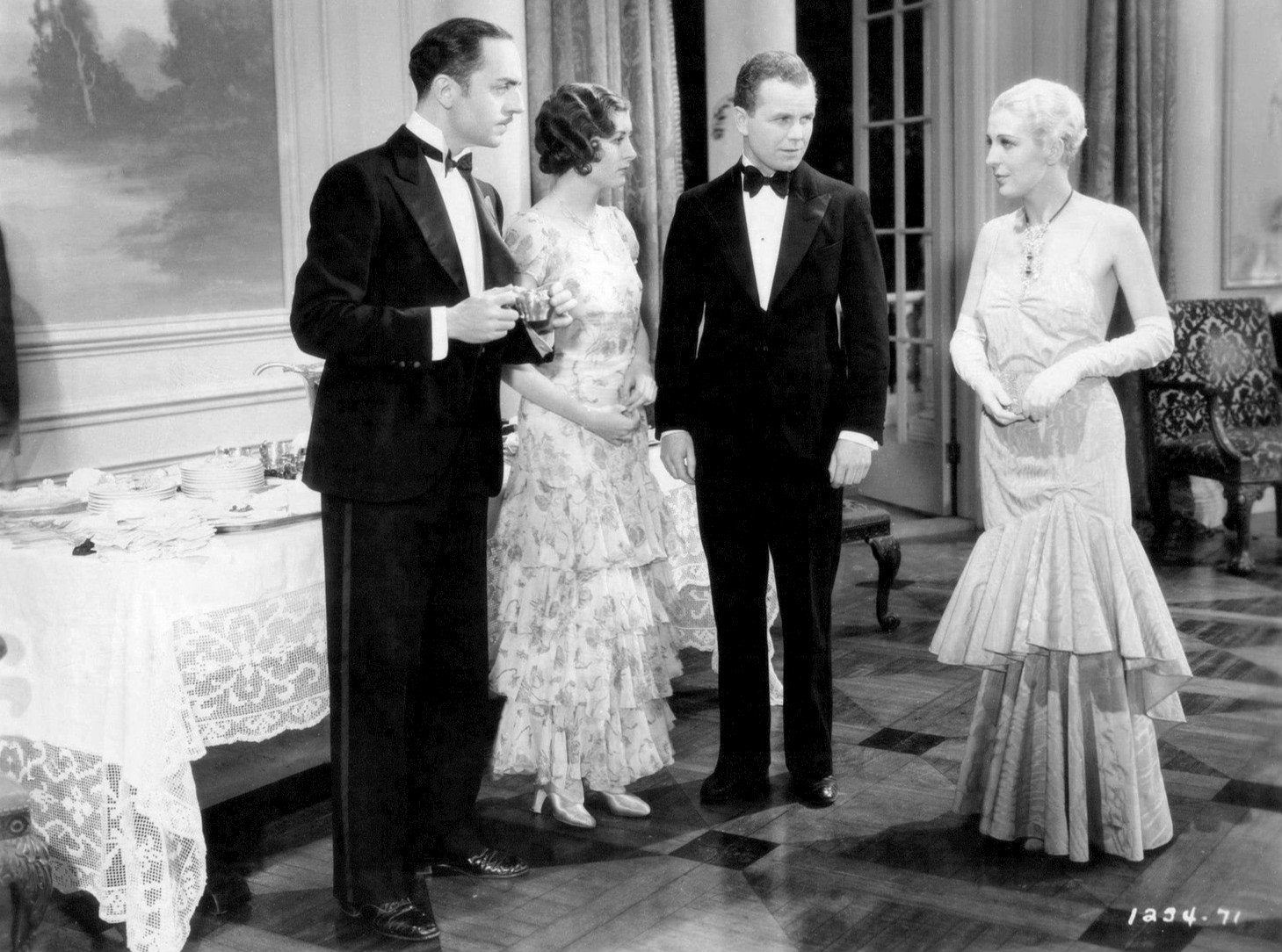
Уильям Пауэлл, Марион Шиллинг, Реджис Туми и Натали Мурхед в фильме «Тень правосудия» (1930)

В 1929 году Туми дебютировал в кино в популярной гангстерской драме «Алиби» (1929) с Честером Моррисом, где «запомнился продолжительной сценой смерти, которая вызвала как восхищение, так и резкое неприятие». После премьеры «Алиби» Туми заключил многолетний контракт с компанией «Парамаунт» и в течение нескольких последующих лет играл главные роли в паре с такими крупнейшими именами Голливуда, как Констанс Беннетт в романтической мелодраме «Богатые люди» (1929), Уильям Пауэлл и Джин Артур в психологической драме «Улица удачи» (1930), Гэри Купер в военной мелодраме «Человек из Вайоминга» (1930), Мэри Астор и Джеймс Кэгни в мелодраме «Женщины других мужчин» (1931), Клара Боу в криминальной драме «Удар» (1931), Барбара Стэнвик в романтической мелодраме «Изношенная» (1932) и Лоретта Янг в социальной мелодраме «Она должна была сказать «да»» (1933). Другими наиболее заметными фильмами первой половины 1930-х годов, в которых Туми исполнял ведущие роли, были криминальная драма «Подставленная» (1930) с Эвелин Брент, вестерн «Свет западных звёзд» (1930), мелодрама «24 часа» (1931) с Мириам Хопкинс и романтическая мелодрама «До 18» (1931).
Однако «в качестве главного героя Туми добился скромных успехов», а «через несколько лет интерес к нему пошёл на спад». Ещё в первой половине 1930-х годов Туми ушёл со студии, чтобы работать самостоятельно, однако его звезда начала затухать. К 1936 году, по словам одного критика, «он прошёл через длинную серию пьяниц и бандитов, и никому он был не нужен. С 1500 долларов в неделю его зарплата упала до нуля».
Он вновь стал более востребованным, когда сменил амплуа, «снял парик и стал появляться на экране как характерный актёр в ролях зрелых, опытных парней». Среди наиболее заметных картин второй половины 1930-х годов — комедийный детектив «Убийство на школьной доске» (1934), полудокументальный фильм нуар «Джимены» (1935) и вестерн «Юнион Пасифик» (1939).

#### Работы в фильмах 1940-х годов

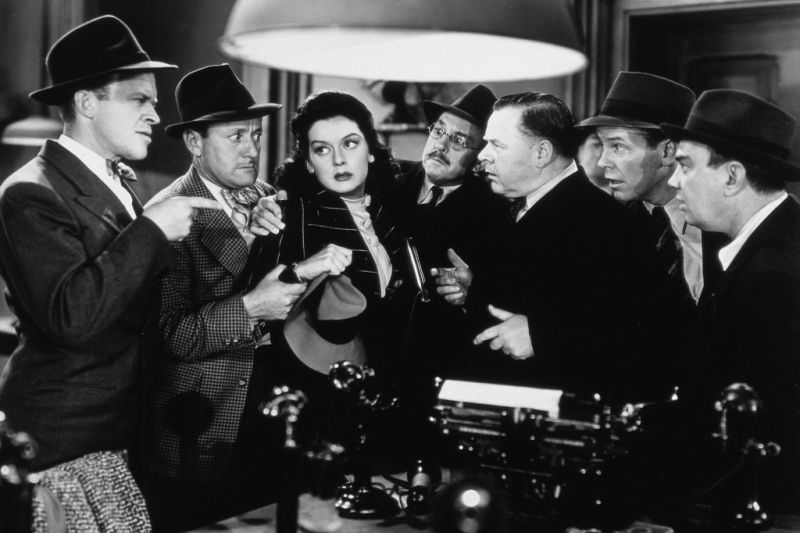
Кадр из фильма «Его девушка Пятница» (1940). Розалинд Расселл — третья слева, Реджис Туми — второй справа

В 1941 году Туми «нашёл свою золотую жилу», когда в фильме Фрэнка Капры «Знакомьтесь, Джон Доу» сыграл небольшую, но запоминающуюся роль продавца газированной воды, который произнёс настолько прочувствованную речь, что критик «New York Morning Telegraph» оценил её как «одну из самых захватывающих, самых насыщенных драматизмом киносцен года». После этого фильма Туми заключил семилетний контракт со студией «Уорнер бразерс» . Одна из первых работ Туми на этой студии вошла в историю — в военной комедии «Теперь ты в армии» (1941) его поцелуй с Джейн Уаймен, продолжавшийся 185 секунд, в течение многих лет фигурировал в Книге рекордов Гиннесса как самый долгий поцелуй на экране.
Кроме того, в первой половине 1940-х годов Туми сыграл роли второго плана в таких успешных романтических комедиях, как «Его девушка Пятница» (1940) Говарда Хоукса с Кэри Грантом, «Дьявол и мисс Джонс» (1941) Сэма Вуда с Джин Артур и Робертом Каммингсом, а также в вестерне Рауля Уолша «Они умерли на своих постах» (1941) с Эрролом Флинном и Оливией де Хавилланд.
Во второй половине 1940-х годов Туми снялся с таких популярных фильмах, как нуаровый триллер Альфреда Хичкока «Заворожённый» (1945) с Ингрид Бергман и Грегори Пеком, комедия «Жена епископа» (1947) с Кэри Грантом и Лореттой Янг, вестерн «Станция Вест» (1948) с Диком Пауэллом и Джейн Грир и биографическая драма «Приходи в конюшню» (1949), трогательная история о двух монахинях (их играют Лоретта Янг и Селеста Холм), которые решают построить больницу в небольшом городке.

#### Работы в фильмах нуар 1944—1951 годов
В период 1944—1951 годов Туми сыграл небольшие роли в нескольких значимых фильмах нуар, среди них «Леди-призрак» (1944), классический «Большой сон» (1946) Говарда Хоукса с Хамфри Богартом, «Грязная сделка» (1947) Энтони Манна, «За лесом» (1949) Кинга Видора с Бетт Дейвис и Джозефом Коттеном, а также «Крик об опасности» (1951) Роберта Пэрриша с Диком Пауэллом и «Высокая мишень» (1951) Энтони Манна снова с Пауэллом.
Первым его нуаром стал «Леди-призрак» (1944) Роберта Сиодмака с Эллой Рейнс и Франшо Тоуном в главных ролях. В этом фильме он сыграл роль «неряшливого детектива, который произносит лишь две фразы». Год спустя в небольшом нуаре Эдгара Ульмера «Странная иллюзия» (1945) Туми исполнил значительно более значимую роль доброго врача, который не только заботится о психическом состоянии главного героя, но и помогает ему разоблачить опутавшую того преступную банду. После этого, «довольно необычного» фильма Туми появился в своём третьем нуаре «Большой сон» (1946), который известен своим высоким темпом и крайне запутанным сюжетом. Здесь Туми предстал в образе ловкого детектива из отдела убийств, который является другом частного сыщика Филиппа Марлоу (его сыграл Хамфри Богарт). Фильм вызвал восторженную реакцию критики, а Туми был отмечен как один из многочисленных артистов, обеспечивающих успех фильму.
В низкобюджетном нуаре «Виновный» (1947) по рассказу Корнелла Вулрича Туми сыграл одну из главных ролей детектива, который распутывает сложное убийство одной из двух сестёр-близняшек. Фильм не произвёл впечатления на критику, впрочем, как и игра Туми. Несколько более удачным был следующий нуар «Я бы не хотел оказаться в твоей шкуре» (1948), также поставленный по Вулричу. В этом фильме (также категории В) Туми вновь был детективом, расследующем убийство, в котором обвинён профессиональный танцор, следы обуви которого найдены на месте преступления. Фильм разочаровал в коммерческом плане. В более значимых картинах Туми играл небольшие роли: в очень удачном фильме «Грязная сделка» (1948) он сыграл капитана полиции, а в «За лесом» (1949) участие Туми, который сыграл отца многодетной семьи, ограничилось несколькими минутами.
В фильме «Крик об опасности» (1951) Туми был лейтенантом полиции, который наблюдает за несправедливо осужденным героем (Дик Пауэлл), который вышел на свободу с намерением найти истинного грабителя и убийцу, и который в итоге задерживает истинных преступников. Туми исполнил здесь одну из своих лучших ролей, на которую обратила внимание «Нью-Йорк таймс», особенно отметив, что она «хорошо сыграна». После этой первоклассной игры Туми снялся в своём последнем фильме нуар «Народ против О’Хары» (1951), сыграв второстепенную роль радиотехника департамента полиции, который по большей части стоял к публике спиной. Роль инспектора в «Высокой мишени» (1951) Манна была совсем небольшой, и его имя даже не было указано в титрах.

#### Работы в фильмах 1950-х годов
В начале 1950-х годов Туми продолжал играть второстепенные роли в фильмах различного качества, лучшими среди которых были весёлый детектив с убийством «Миссис О’Мэлли и мистер Мелоун» (1951), где он сыграл газетного репортёра, а также «Френчи», слабый ремейк «Дестри снова в седле» (1939) с Шелли Уинтерс и Джоэлом Маккри в главных ролях. Заметными фильмами с участием Туми стали мюзикл «Плавучий театр» (1951)с Авой Гарднер и Кэтрин Грэйсон, вестерн «Томагавк» (1951) с Ваном Хефлиным и Ивонн де Карло и приключенческие фильмы с Джоном Уэйном «Остров на небесах» (1953) и «Великий и могучий» (1954). В 1955 году Туми сыграл «дядю Арвида из Армии спасения в хитовой музыкальной комедии Джозефа Манкевича „Парни и куколки“ (1955) вместе с Марлоном Брандо, Фрэнком Синатрой и Вивьен Блэйн, за эту роль его по-прежнему хорошо помнят».
На рубеже 1950-60-х годов самыми памятными его фильмами стали вестерны «Шериф» (1959) Эдварда Дмитрика с Ричардом Уидмарком и Генри Фондой, «Повешенный» (1959) Майкла Кёртиса с Робертом Тейлором и «Последний закат» (1961) Роберта Олдрича с Роком Хадсоном и Кирком Дугласом.

#### Работы в фильмах 1960—1970-х годов
С 1960-х годов стал меньше работать в кино и всё больше — на телевидении. Среди его фильмов самыми заметными были приключенческая лента «Путешествие на дно моря» (1961) и романтическая комедия Говарда Хоукса «Любимый спорт мужчин» (1964) с Роком Хадсоном.
В 1970-е годы Туми появился в немногих фильмах, среди них «Вон Тон Тон — собака, которая спасла Голливуд» (1976), сатирическая комедия, которая провалилась в прокате, несмотря на целое созвездие актёров в камео-ролях. Последним появлением Туми на большом экране был также плохо принятый фильм «Собачья охранная система дома» (1979), в котором он сыграл шефа полиции.

### Карьера на телевидении в 1950—1970-е годы
С 1950-х годов Туми стал постоянно работать на телевидении, исполняя роли преимущественно хороших парней — судей, шерифов, бизнесменов или сержантов полиции. В 1954—1955 годах Туми сыграл в 24 эпизодах ситкома «Шоу Микки Руни» (1954), исполняя роль офицера полиции Лос-Анджелеса и отца главного героя.
В течение многих лет Туми дружил с Диком Пауэллом, «который, как и он, начинал карьеру как поющий актёр». Став продюсером, Пауэлл помог Туми получить роли в двух своих телесериалах — в нуаровом детективе «Ричард Даймонд, частный детектив» (1957—1958), где в восьми эпизодах Туми играл роль лейтенанта полиции Нью-Йорка, и в детективе «Правосудие Бёрка» (1963—1965), где он в 64 эпизодах играл детектива полиции Лос-Анджелеса.
Кроме того, в 1961—1962 годах Туми играл босса главного героя, страхового следователя в 10 эпизодах детективного телесериала «Шэннон», а позднее получил постоянную роль в ситкоме «Станция Юбочкино» (1968—1969), сыграв роль заботливого врача в семи эпизодах сериала.
Туми также играл разовые роли в таких сериалах, как «Шайенн» (1956—1962), «Маверик» (1958), «Сыромятная плеть» (1959—1960), «Перри Мейсон» (1960—1965), «Шоссе 66» (1961), «Караван повозок» (1962) и «ФБР» (1972) и «Остров фантазий» (1978).
Туми продолжал играть, даже когда ему было уже за 80 лет.

### Личная жизнь и смерть
Туми женился в 1925 году, в браке у него родилось двое детей.
Реджис Туми умер 12 октября 1991 года в Вудленд-Хиллз в возрасте 93 лет.

## Актёрское амплуа и оценка творчества
Экранная карьера Туми начиналась с исполнения ролей главных героев, но затем он зарекомендовал себя как один из самых надёжных характерных актёров. На протяжении своей длительной кинокарьеры, продолжавшейся несколько десятилетий и охватившей более чем 200 фильмов, Туми был востребованным характерным актёром, «играя главным образом людей действия, хороших парней второго ряда или копов». «Его сильной стороной был стремительный криминальный экшн». И «хотя его имя не так широко известно, его лицо на экране одно из самых узнаваемых. Кого бы он не играл — бескомпромиссного сыщика, обходительного джентльмена, безжалостного гангстера или отважного адвоката, Туми всегда играл с большой силой».

## Фильмография

### Избранные фильмы
- 1929 — Алиби / Alibi — Дэнни МакГэнн
- 1929 — Колесо жизни / The Wheel of Life — Лейтенант МакЛарен
- 1930 — Улица удачи / Street of Chance — «Бейб» Марсден
- 1930 — Подставленная / Framed — Джимми МакАртур
- 1930 — Свет западных звёзд / The Light of Western Stars — Боб Дрекселл
- 1930 — Тень правосудия / Shadow of the Law — Том Оуэнс
- 1930 — Человек из Вайоминга / A Man from Wyoming — Джерси
- 1931 — Женщины других мужчин / Other Men’s Women — Джек
- 1931 — Скандальная хроника / Scandal Sheet — Риган
- 1931 — Кончики пальцев / The Finger Points — Чарли «Бризи» Расселл
- 1931 — Удар / Kick In — Чик Хьюс
- 1931 — Убийство по часам / Murder by the Clock — Офицер Кэссиди
- 1931 — Взятка / Graft — Дастин Хотчкисс
- 1931 — 24 часа / 24 Hours — Тони Бруцци
- 1931 — До 18 / Under 18 — Джимми Слокам
- 1932 — Второсортная / Shopworn — Дэвид Ливингстон
- 1932 — Полуночный патруль / The Midnight Patrol — Джон Мартин
- 1932 — Они так и не вернулись / They Never Come Back — Джимми Нолан
- 1932 — Странное приключение / A Strange Adventure — Детектив, сержант Митчелл
- 1932 — Уголовный кодекс / The Penal Code — Роберт Палмер
- 1933 — Она должна была сказать «да» / She Had to Say Yes — Томми
- 1934 — Невесты по фотографиям / Picture Brides — Дейв Харт
- 1934 — Убийство на школьной доске / Murder on the Blackboard — Детектив Смайли Норт
- 1934 — Красное утро / Red Morning — Джон Хастингс
- 1935 — Тень сомнения / Shadow of Doubt — Рид Райан
- 1935 — Великий Бог золото / Great God Gold — Фил Стюарт
- 1935 — Джимены / G Men — Эдди Бьюканен
- 1935 — Тени Востока / Shadows of the Orient — Инспектор Боб Бакстер
- 1935 — Череп и корона / Skull and Crown — Боб Франклин / Рокки Морган
- 1936 — Утреннее издание / Bulldog Edition — Джим Харди
- 1937 — Большой город / Big City — Фред Хокинс
- 1937 — Снова в продаже / Back in Circulation — Бак
- 1938 — Невидимая угроза / The Invisible Menace — Лейтенант Мэтьюз
- 1938 — Сокрушение шпионской организации / Smashing the Spy Ring — Тед Холл
- 1939 — Крылья флота / Wings of the Navy — Первый лётный инструктор
- 1939 — Юнион Пасифик / Union Pacific — Пэдди О’Рурк
- 1939 — Автострада Индианаполиса / Indianapolis Speedway — Дик Уилбур
- 1939 — Призрачная угроза / The Phantom Creeps — Лейтенант Джим Дейли
- 1940 — Его девушка Пятница / His Girl Friday — Сэндерс
- 1940 — Северо-западный проход / Northwest Passage — Уэбстер
- 1940 — До новой встречи / 'Til We Meet Again — Фредди
- 1940 — Северо-западная конная полиция / North West Mounted Police — Констебль Джерри Мур
- 1940 — Аризона / Arizona — Грант Ури
- 1941 — Знакомьтесь, Джон Доу / Meet John Doe — Берт
- 1941 — Дьявол и мисс Джонс / The Devil and Miss Jones — Первый полицейский
- 1941 — Догадка наобум / A Shot in the Dark — Детектив, лейтенант Уильям Билл / Уилли Райдер
- 1941 — Тайна медсестры / The Nurse’s Secret — Инспектор Том Пэттен
- 1941 — Пикирующий бомбардировщик / Dive Bomber — Тим Гриффин
- 1941 — Закон тропиков / Law of the Tropics — Том Маршалл
- 1941 — Они умерли на своих постах / They Died with Their Boots On — Фитцоу Ли
- 1941 — Теперь ты в армии / You’re in the Army Now — Капитан Рэдклифф
- 1942 — Шрамы от пуль / Bullet Scars — Доктор Стивен Бишоп
- 1942 — Меня подставили / I Was Framed — Боб Лидс
- 1942 — Лесные рейнджеры / The Forest Rangers — Фрэнк Хэдфилд
- 1942 — Теннесси Джонсон / Tennessee Johnson — Блэкстоун МакДэниел
- 1943 — Истребитель / Destroyer — Лейтенант-командир Кларк
- 1943 — Джек Лондон / Jack London — Скрэтч Нельсон
- 1944 — Леди — призрак / Phantom Lady — Детектив с жвачкой
- 1944 — Следуя за парнями / Follow the Boys — Доктор Хендерсон
- 1944 — Песня открытой дороги / Song of the Open Road — Коннорс
- 1944 — Глупые девчонки / The Doughgirls — Тимоти Уолш, агент ФБР
- 1944 — Убийство в синей комнате / Murder in the Blue Room — Инспектор МакДональд
- 1944 — Тёмная гора / Dark Mountain — Стив Дауни
- 1945 — Предательство с Востока / Betrayal from the East — Агент, выдающий себя за сержанта Джимми Скотта
- 1945 — Странная иллюзия / Strange Illusion — Доктор Винсент
- 1945 — Завороженный / Spellbound — Детектив, сержант Гиллеспи
- 1946 — Таинственная гостья / Mysterious Intruder — Джеймс Саммерс
- 1946 — Глубокий сон / The Big Sleep — Старший инспектор Бёрни Олс
- 1946 — Секрет её сестры / Her Sister’s Secret — Билл Гордон
- 1946 — Дитя развода / Child of Divorce — Рэй Картер
- 1947 — Тринадцатый час / The Thirteenth Hour — Дон Паркер
- 1947 — Виновный / The Guilty — Детектив Хеллер
- 1947 — Большой сговор / The Big Fix — Лейтенант Бреннер
- 1947 — Волшебный город / Magic Town — Эд Вивер
- 1947 — Жена епископа / The Bishop’s Wife — Мистер Миллер
- 1947 — Прилив / High Tide — инспектор О’Хэффи
- 1948 — Помощь с небес / Reaching from Heaven — Пастор
- 1948 — Я бы не хотел оказаться в твоей шкуре / I Wouldn’t Be in Your Shoes — инспектор полиции Клинт Джадд
- 1948 — Станция Вест / Station West — Годдард
- 1948 — Мальчик с зелеными волосами / The Boy with Green Hair — Мистер Дэвис
- 1949 — Могучий Джо Янг / Mighty Joe Young — Джон Янг
- 1949 — Приходи в конюшню / Come to the Stable — Монсеньор Талбот
- 1949 — Подручные дьявола / The Devil’s Henchman — Тип Бэннинг
- 1949 — За лесом / Beyond the Forest — Соррен
- 1950 — Заминированный проход / Dynamite Pass — Дэн Мэдден
- 1950 — Девушка под прикрытием / Undercover Girl — Хэнк Миллер
- 1950 — Френчи / Frenchie — Картер
- 1951 — Крик об опасности / Cry Danger — Кобб
- 1951 — Народ против О’Хары / The People Against O’Hara — Фред Колтон, полицейский звукооператор
- 1952 — Шесть моих заключённых / My Six Convicts — Доктор Гордон
- 1952 — Битва на перевале апачей / The Battle at Apache Pass — Доктор Картер
- 1952 — Только для тебя / Just for You — Мистер Ходжес
- 1952 — Мой друг Гас / My Pal Gus — Фарли Норрис
- 1953 — Никогда не отказывайся от женской службы / Never Wave at a WAC — Генерал Нед Прейджер
- 1953 — Это случается каждый четверг / It Happens Every Thursday — Мэр Халл
- 1953 — Сын Белль Старр / Son of Belle Starr — Том Рен
- 1953 — Небесный остров / Island in the Sky — Сержант Харпер
- 1953 — Он из Небраски / The Nebraskan — Полковник Маркем
- 1954 — Великий и могучий / The High and the Mighty — Тим Гарфилд
- 1954 — Человеческие джунгли / The Human Jungle — Детектив Боб Геддес
- 1954 — Барабаны за рекой / Drums Across the River — Шериф Джим Бил
- 1955 — Парни и куколки / Guys and Dolls — Арвид Эбернати
- 1955 — Лучший стрелок / Top Gun — Джим О’Хара
- 1956 — В утро Великого дня / Great Day in the Morning — Отец Мёрфи
- 1956 — Происшествие в Дакоте / Dakota Incident — Менестрель
- 1958 — Поездочка / Joy Ride — Майлс
- 1959 — Десять заповедей / The Ten Commandments (телефильм)
- 1959 — Шериф Уорлока / Warlock — Скиннер
- 1960 — Стрелки Тимберленда / Guns of the Timberland — Шериф Тейлор
- 1961 — Последний закат / The Last Sunset — Милтон Уинг
- 1961 — Король яростных 20-х / King of the Roaring 20’s: The Story of Arnold Rothstein — Билл Бэйрд
- 1961 — Путешествие на дно моря / Voyage to the Bottom of the Sea — Доктор Джеймисон
- 1961 — Посыльный / The Errand Boy — Директор студии у Барона
- 1964 — Любимый спорт мужчин / Man’s Favorite Sport? — Бэгли
- 1966 — Ночь гризли / The Night of the Grizzly — Коттон Бенсон
- 1967 — Ганн / Gunn — Епископ
- 1969 — Смена привычки / Change of Habit — Отец Гиббонс
- 1969 — Приезжие / The Out of Towners — Пилот в самолёте (не подтверждено)
- 1972 — Лечение доктора Кэри / The Carey Treatment — Сандерсон, патологоанатом
- 1974 — Призрак Голливуда / The Phantom of Hollywood (телефильм) — Джо
- 1976 — Вон Тон Тон — собака, которая спасла Голливуд / Won Ton Ton: The Dog Who Saved Hollywood — рабочий сцены бурлеска
- 1977 — Город зла / Evil Town — Док Хупер
- 1979 — Собачья охранная система дома / C.H.O.M.P.S. — Шеф Паттерсон

### Телесериалы
- 1949—1951 — Семейный театр / Family Theatre (3 эпизода)
- 1951 — Театр «Бигелоу» / The Bigelow Theatre (2 эпизода)
- 1952—1956 — Театр «Четыре звезды» / Four Star Playhouse (8 эпизодов)
- 1953 — Твоя любимая история / Your Favorite Story (1 эпизод)
- 1953—1955 — Звёздный театр «Шлитц» / Schlitz Playhouse of Stars (3 эпизода)
- 1954 — Театр у камина / Fireside Theatre (1 эпизод)
- 1954 — Видеотеатр «Люкс» / Lux Video Theatre (1 эпизод)
- 1954 — Кавалькада Америки / Cavalcade of America (1 эпизод)
- 1954 — Телевизионный театр «Форда» / The Ford Television Theatre (1 эпизод)
- 1954—1955 — Шоу Микки Руни / The Mickey Rooney Show (24 эпизода)
- 1955 — Декабрьская невеста / December Bride (3 эпизода)
- 1955 — Сцена 7 / Stage 7 (1 эпизод)
- 1956 — Продюсерская витрина / Producers' Showcase (1 эпизод)
- 1956 — Перекрёстки / Crossroads (1 эпизод)
- 1956 — Утренний театр / Matinee Theatre (2 эпизода)
- 1956 — Лучшее в детективном жанре / The Best in Mystery (1 эпизод)
- 1956 — На суде / On Trial (1 эпизод)
- 1956 — Театр Этель Берримор / Ethel Barrymore Theater (1 эпизод)
- 1956—1957 — Час «Двадцатого века Фокс» / The 20th Century-Fox Hour (2 эпизода)
- 1956—1960 — Письмо к Лоретте / Letter to Loretta (6 эпизодов)
- 1956—1962 — Шайенн / Cheyenne (4 эпизода)
- 1957 — Студия 57 / Studio 57 (1 эпизод)
- 1957 — Приключения Оззи и Харриет / The Adventures of Ozzie & Harriet (1 эпизод)
- 1957 — Кульминация / Climax! (1 эпизод)
- 1957 — Миллионер / The Millionaire (1 эпизод)
- 1957 — Приключения Джима Боуи / The Adventures of Jim Bowie (1 эпизод)
- 1957 — Освободите место для папочки / Make Room for Daddy (1 эпизод)
- 1957—1958 — Ричард Даймонд, частный детектив / Richard Diamond, Private Detective (8 эпизодов)
- 1957—1958 — Театр Зейна Грея / Zane Grey Theater (2 эпизода)
- 1958 — Театр 90 / Playhouse 90 (1 эпизод)
- 1958 — Корабельный журнал / Navy Log (1 эпизод)
- 1958 — Сломанная стрела / Broken Arrow (1 эпизод)
- 1958 — Разыскивается живым или мёртвым / Wanted: Dead or Alive (1 эпизод)
- 1958 — Мэверик / Maverick (1 эпизод)
- 1958 — Выслеживание / Trackdown (2 эпизода)
- 1959 — Театр «Люкс» / Lux Playhouse (1 эпизод)
- 1959 — Шоу Дэвида Найвена / The David Niven Show (1 эпизод)
- 1959 — Беспокойное оружие / The Restless Gun (1 эпизод)
- 1959 — Маркем / Markham (1 эпизод)
- 1959 — Театр «Гудйир» / Goodyear Theatre (1 эпизод)
- 1959—1960 — Сыромятная плеть / Rawhide (2 эпизода)
- 1959—1963 — Диснейленд / Disneyland (5 эпизодов)
- 1960 — Канатоходец / Tightrope (1 эпизод)
- 1960 — Бронко / Bronco (1 эпизод)
- 1960 — Территория Тумстоуна / Tombstone Territory (1 эпизод)
- 1960 — Представитель закона / Lawman (1 эпизод)
- 1960 — Помощник шерифа / The Deputy (1 эпизод)
- 1960 — Театр «Дюпон» с Джун Эллисон / The DuPont Show with June Allyson (1 эпизод)
- 1960 — Истории Уэллс-Фарго / Tales of Wells Fargo (1 эпизод)
- 1960 — Человек из «Чёрного ястреба» / The Man from Blackhawk (1 эпизод)
- 1960 — Театр «Дженерал Электрик» / General Electric Theater (1 эпизод)
- 1960 — Высокий человек / The Tall Man (1 эпизод)
- 1960 — Питер Ганн / Peter Gunn (1 эпизод)
- 1960—1965 — Перри Мейсон / Perry Mason (2 эпизода)
- 1961 — Шоссе 66 / Route 66 (1 эпизод)
- 1961 — Дилижанс на Запад / Stagecoach West (1 эпизод)
- 1961 — Шугарфут / Sugarfoot (1 эпизод)
- 1961 — Лучшее из «Пост» / The Best of the Post (1 эпизод)
- 1961 — Дни в долине смерти / Death Valley Days (1 эпизод)
- 1961—1962 — Шэннон / Shannon (10 эпизодов)
- 1962 — Сотня Кейна / Cain’s Hundred (1 эпизод)
- 1962 — Караван повозок / Wagon Train (1 эпизод)
- 1963 — Виргинец / The Virginian (1 эпизод)
- 1963 — Идти своим путём / Going My Way (1 эпизод)
- 1963 — Одиннадцатый час / The Eleventh Hour (1 эпизод)
- 1963 — Доктор Килдэр / Dr. Kildare (1 эпизод)
- 1963—1965 — Правосудие Бёрка / Burke’s Law (64 эпизода)
- 1965 — Путешествие на дно моря / Voyage to the Bottom of the Sea (1 эпизод)
- 1965 — Дочь фермера / The Farmer’s Daughter (1 эпизод)
- 1966 — Зеленые просторы / Green Acres (1 эпизод)
- 1966 — Легенда Джессе Джеймса / The Legend of Jesse James (1 эпизод)
- 1967 — Туннель во времени / The Time Tunnel (1 эпизод)
- 1968—1969 — Станция Юбочкино / Petticoat Junction (7 эпизодов)
- 1972 — Шоу Дорис Дэй / The Doris Day Show (1 эпизод)
- 1972 — История с привидениями / Ghost Story (1 эпизод)
- 1972 — ФБР / The F.B.I. (1 эпизод)
- 1972 — Мозаика / Jigsaw (1 эпизод)
- 1973 — Адам-12 / Adam-12 (1 эпизод)
- 1973 — Полицейская история / Police Story (1 эпизод)
- 1974 — Оуэн Маршалл, адвокат / Owen Marshall, Counselor at Law (1 эпизод)
- 1978 — Остров фантазий / Fantasy Island (1 эпизод)
- 1982 — Это жизнь / It’s a Living (1 эпизод)